# Liste des as américains de la Première Guerre mondiale

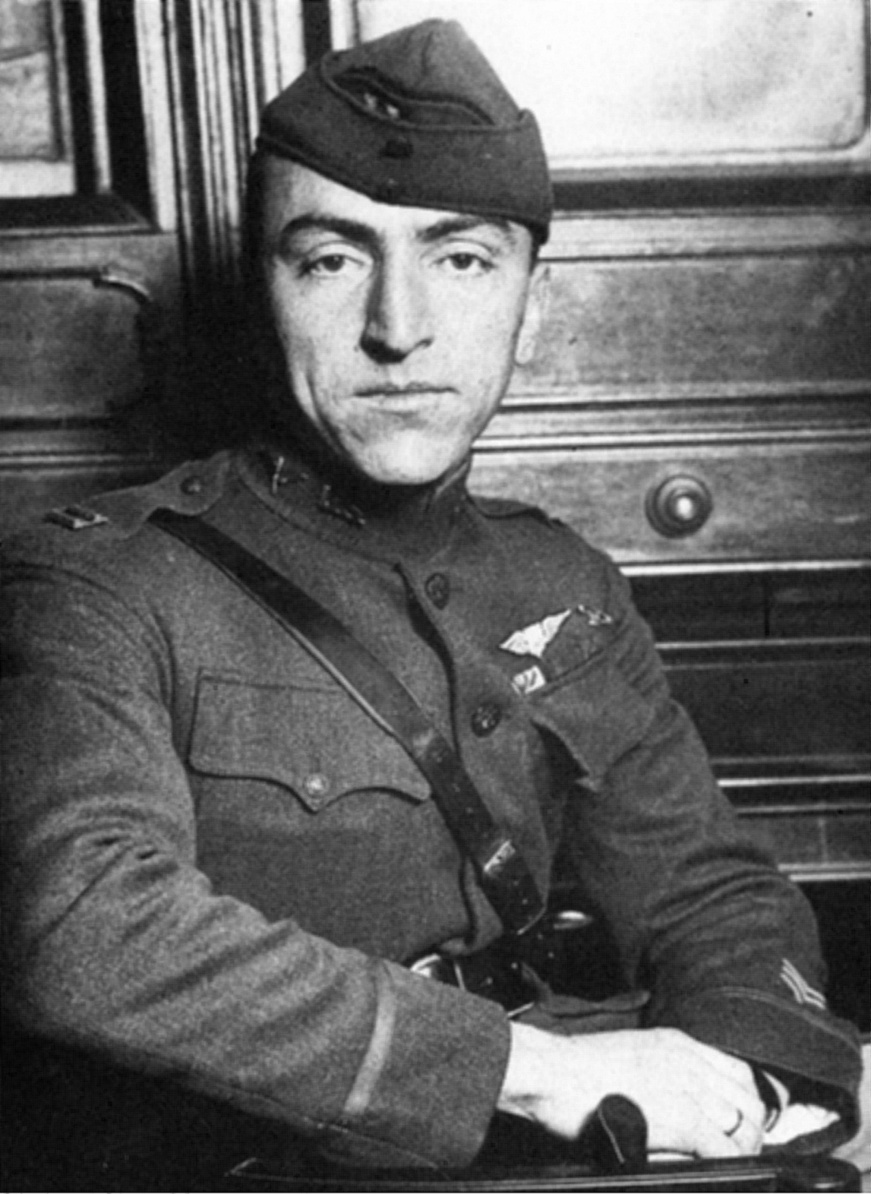
Edward Vernon Rickenbacker, premier as américain avec 26 victoires, dont trois partagées.

Cette liste des as américains de la Première Guerre mondiale contient les noms d'aviateurs de nationalité américaine ayant combattu lors de la Première Guerre mondiale et ayant obtenu le statut d'as selon les règles en vigueur dans l'armée française, britannique ou américaine.

## Normes des victoires aériennes

### Pilotes combattant pour le Royaume-Uni et la France
Si les États-Unis n'entrent en guerre que tardivement (avril 1917), les premiers américains arrivent dès le début du conflit sur le continent européen, en s'enrôlant notamment dans la Légion étrangère. La plupart combattent dans les tranchées mais certains hommes rejoignent l'armée de l'air et des escadrilles françaises. Ce n'est qu'en 1915 que l'idée d'une escadrille purement américaine est lancée, l'escadrille La Fayette. Les premières victoires de l'unité arrivent en 1916. En parallèle, des américains décident de rejoindre le Royal Flying Corps et le Royal Naval Air Service britanniques, soit directement ou en passant par le Canada.
Les pilotes américains voient ainsi leurs totaux de victoires définis de plusieurs manières différentes. Si et quand ils servent dans l'aviation britannique, leurs victoires sont déterminées selon les méthodes britanniques ; pas moins de 40 as américains ont servi uniquement dans des unités britanniques. Les Américains servant dans des unités françaises sont évalués selon les normes françaises ; il n'y a que quatre as américains qui ont servi uniquement dans des unités françaises.

### Adoption de la norme française
Lors de l'entrée des États-Unis dans la guerre, l'US Army Air Service (USAAS) débarque en France et adopte les normes françaises. Elles sont même durcies en ne comptabilisant pas les victoires probables, même lorsque l'ennemi est vu se posant dans son territoire, le pilote ou l'observateur présumé gravement blessé ou mort. Deux squadrons, le 17th Aero Squadron (en) et le 148th Aero Squadron (en), sous contrôle britannique durant l'été 1918, adoptent les normes anglaises.
Les normes françaises ou anglaises permettant à leurs observateurs de devenir as, il est de même pour les américains. Les victoires peuvent être partagées entre les aviateurs. Les archives de l'USAAS, qui ne recensent que les victoires remportées par les Américains en son sein, montrent que 1 513 victoires sont attribuées à des pilotes ou à des observateurs individuels pour la destruction de 756 avions allemands et de 76 ballons d'observation ; 341 de ces victoires sont partagées dans une certaine mesure, ce qui prouve que le partage des victoires est suffisamment courant pour être la norme. Cependant, l'USAAS ne comptabilise pas les victoires remportées par les Américains dans les forces aériennes d'autres pays.

## Liste par nombre de victoires

### 20 victoires et plus
| Nom du pilote              | Victoires | Remarques | Unités              | Sources |
| Edward Vernon Rickenbacker | 26        |           | US Army Air Service | [ 1 ]   |
| Francis W. Gillet          | 20        |           | Royal Air Force     | [ 6 ]   |

### 15 victoires et plus
| Nom du pilote               | Victoires | Remarques                | Unités                                   | Sources |
| Wilfred Beaver (en)         | 19        |                          | Royal Air Force                          | ,       |
| Harold Albert Kullberg (en) | 19        |                          | Royal Air Force                          | [ 9 ]   |
| William Carpenter Lambert   | 18        |                          | Royal Air Force                          | [ 10 ]  |
| Frank Luke†                 | 18        | Tué le 29 septembre 1918 | Royal Air Force - US Army Air Service    | [ 11 ]  |
| August Thayer Jaccaci (en)  | 17        |                          | Royal Air Force                          | [ 12 ]  |
| Paul Thayer Iaccaci (en)    | 17        |                          | Royal Air Force                          | [ 13 ]  |
| Eugene Seeley Coler (en)    | 16        |                          | Royal Air Force                          | ,       |
| Raoul Gervais Lufbery†      | 16        | Tué le 19 mai 1918       | Aviation Française - US Army Air Service | [ 16 ]  |
| Oren John Rose (en)         | 16        |                          | Royal Air Force                          | [ 17 ]  |
| Elliott White Springs (en)  | 16        |                          | Royal Air Force - US Army Air Service    | [ 18 ]  |

### 10 victoires et plus
| Nom du pilote                   | Victoires | Remarques                             | Unités                                   | Sources |
| Frederick Libby (en)            | 14        |                                       | Royal Air Force                          | [ 19 ]  |
| Kenneth Russell Unger (en)      | 14        |                                       | Royal Air Force                          | [ 20 ]  |
| David Putnam†                   | 13        | Tué le 12 septembre 1918              | Aviation Française - US Army Air Service | [ 21 ]  |
| George Augustus Vaughn Jr. (en) | 14        |                                       | Royal Air Force - US Army Air Service    | [ 22 ]  |
| Franck Baylies                  | 12        |                                       | Aviation Française                       | [ 23 ]  |
| Louis Bennett Jr.†              | 12        | Mort de ses blessures le 24 août 1918 | Royal Air Force                          | ,       |
| Field Eugene Kindley (en)       | 12        |                                       | Royal Air Force - US Army Air Service    | [ 26 ]  |
| Reed G. Landis (en)             | 12        |                                       | Royal Air Force - US Army Air Service    | [ 27 ]  |
| Frederic Ives Lord (en)         | 12        |                                       | Royal Air Force                          | [ 28 ]  |
| James William Pearson (en)      | 12        |                                       | Royal Air Force                          | [ 29 ]  |
| Clive Wilson Warman (en)        | 12        |                                       | Royal Air Force                          | [ 30 ]  |
| Emile John Lussier (en)         | 11        |                                       | Royal Air Force                          | [ 31 ]  |
| George William Bulmer (en)      | 10        |                                       | Royal Air Force                          | [ 32 ]  |
| Lloyd Andrews Hamilton (en)†    | 10        | Tué le 24 août 1918                   | Royal Air Force - US Army Air Service    | [ 33 ]  |
| Duerson Knight (en)             | 10        |                                       | Royal Air Force                          | [ 34 ]  |
| Oliver Colin LeBoutillier       | 10        |                                       | Royal Air Force                          | [ 35 ]  |
| Jacques Michael Swaab (en)      | 10        |                                       | US Army Air Service                      | [ 36 ]  |

### 5 victoires et plus
| Nom du pilote                     | Victoires | Remarques                                            | Unités                                   | Sources |
| Paul Frank Baer (en)              | 9         |                                                      | Aviation Française - US Army Air Service | [ 37 ]  |
| Thomas Cassady                    | 9         |                                                      | Aviation Française - US Army Air Service | [ 38 ]  |
| Frank O'Driscoll Hunter (en)      | 9         |                                                      | US Army Air Service                      | [ 39 ]  |
| Jens Fredrick Larson (en)         | 9         |                                                      | Royal Air Force                          | [ 40 ]  |
| Chester Ellis Wright (en)         | 9         |                                                      | US Army Air Service                      | [ 41 ]  |
| Howard Burdick (en)               | 8         |                                                      | US Army Air Service                      | ,       |
| Alvin Andrew Callender (en)†      | 8         | Mort de ses blessures le 30 octobre 1918             | Royal Air Force                          | ,       |
| Henry Robinson Clay (en)          | 8         |                                                      | Royal Air Force - US Army Air Service    | ,       |
| Hamilton Coolidge (en)†           | 8         | Tué le 27 octobre 1918                               | US Army Air Service                      | [ 48 ]  |
| William Portwood Erwin (en)       | 8         |                                                      | US Army Air Service                      | [ 49 ]  |
| D'Arcy Fowlis Hilton (en)         | 8         |                                                      | Royal Air Force                          | [ 50 ]  |
| Clinton Leonard Jones (en)        | 8         |                                                      | US Army Air Service                      | [ 51 ]  |
| James Armand Meissner (en)        | 8         |                                                      | US Army Air Service                      | [ 52 ]  |
| Edwin Parsons                     | 8         |                                                      | Aviation Française                       | [ 53 ]  |
| Walter Carl Simon (en)            | 8         |                                                      | Royal Air Force                          | [ 54 ]  |
| Martinus Stenseth (en)            | 8         |                                                      | US Army Air Service                      | [ 55 ]  |
| Wilbert Wallace White (en)†       | 8         | Tué lors d'une collision aérienne le 10 octobre 1918 | US Army Air Service                      | [ 56 ]  |
| Charles J. Biddle                 | 7         |                                                      | Aviation Française - US Army Air Service | [ 57 ]  |
| Archibald Buchanan (en)           | 7         |                                                      | Royal Air Force                          | ,       |
| Reed McKinley Chambers (en)       | 7         |                                                      | US Army Air Service                      | [ 60 ]  |
| James Alexander Connelly Jr. (en) | 7         |                                                      | Aviation Française                       | [ 61 ]  |
| Harvey Weir Cook (en)             | 7         |                                                      | US Army Air Service                      | [ 62 ]  |
| Jesse Orin Creech (en)            | 7         |                                                      | US Army Air Service                      | ,       |
| John Owen Donaldson (en)          | 7         |                                                      | Royal Air Force                          | ,       |
| John Sharpe Griffith (en)         | 7         |                                                      | Royal Air Force                          | [ 67 ]  |
| Frank Lucien Hale (en)            | 7         |                                                      | Royal Air Force                          | [ 68 ]  |
| Harold Evans Hartney (en)         | 7         |                                                      | Royal Air Force - US Army Air Service    | [ 69 ]  |
| Lansing Colton Holden Jr. (en)    | 7         |                                                      | US Army Air Service                      | [ 70 ]  |
| Gorman DeFreest Larner (en)       | 7         |                                                      | Aviation Française - US Army Air Service | [ 71 ]  |
| Wendel Archibald Robertson (en)   | 7         |                                                      | US Army Air Service                      | [ 71 ]  |
| Leslie Jacob Rummell (en)         | 7         |                                                      | US Army Air Service                      | [ 17 ]  |
| Karl John Schoen (en)             | 7         |                                                      | US Army Air Service                      | [ 72 ]  |
| Sumner Sewall (en)                | 7         |                                                      | US Army Air Service                      | [ 73 ]  |
| Hilbert Leigh Bair (en)           | 6         |                                                      | Royal Air Force - US Army Air Service    | [ 74 ]  |
| James Dudley Beane (en)†          | 6         | Tué le 30 octobre 1918                               | Aviation Française - US Army Air Service | [ 75 ]  |
| Clayton Lawrence Bissell (en)     | 6         |                                                      | US Army Air Service                      | ,       |
| Charles Arthur Bissonette (en)    | 6         |                                                      | Royal Air Force                          | ,       |
| Arthur Raymond Brooks             | 6         |                                                      | US Army Air Service                      | [ 78 ]  |
| Douglas Campbell (en)             | 6         |                                                      | US Army Air Service                      | ,       |
| Charles Gray Catto (en)           | 6         |                                                      | Royal Air Force                          | [ 60 ]  |
| Norman Cooper (en)                | 6         |                                                      | Royal Air Force                          | ,       |
| Edward Peck Curtis (en)           | 6         |                                                      | US Army Air Service                      | [ 81 ]  |
| Murray Kenneth Guthrie (en)       | 6         |                                                      | US Army Air Service                      | [ 82 ]  |
| Leonard Coombes Hammond (en)      | 6         |                                                      | US Army Air Service                      | [ 83 ]  |
| Frank Kerr Hays (en)              | 6         |                                                      | US Army Air Service                      | [ 84 ]  |
| Donald Hudson (en)                | 6         |                                                      | US Army Air Service                      | [ 85 ]  |
| David Sinton Ingalls              | 6         |                                                      | Royal Air Force                          | [ 86 ]  |
| Howard Clayton Knotts (en)        | 6         |                                                      | US Army Air Service                      | [ 34 ]  |
| Robert Opie Lindsay (en)          | 6         |                                                      | US Army Air Service                      | [ 87 ]  |
| John Knox MacArthur (en)          | 6         |                                                      | US Army Air Service                      | [ 88 ]  |
| David McKelvey Peterson (en)      | 6         |                                                      | Aviation Française - US Army Air Service | [ 89 ]  |
| Cleo Francis Pineau (en)          | 6         |                                                      | Royal Air Force                          | [ 90 ]  |
| William Thomas Ponder (en)        | 6         |                                                      | Aviation Française - US Army Air Service | [ 90 ]  |
| Bogart Rogers (en)                | 6         |                                                      | Royal Air Force                          | [ 91 ]  |
| William Howard Stovall (en)       | 6         |                                                      | US Army Air Service                      | [ 92 ]  |
| Edgar Gardner Tobin (en)          | 6         |                                                      | US Army Air Service                      | [ 93 ]  |
| Jerry Cox Vasconcells (en)        | 6         |                                                      | US Army Air Service                      | [ 94 ]  |
| Remington D. B. Vernam (en)†      | 6         | Mort de ses blessures le 1er décembre 1918           | Aviation Française - US Army Air Service | [ 95 ]  |
| Harold Albert White (en)          | 6         |                                                      | Royal Air Force                          | [ 96 ]  |
| Marion Hughes Aten                | 5         | Sert durant la guerre civile russe                   | Royal Air Force                          | [ 97 ]  |
| William Terry Badham (en)         | 5         |                                                      | Aviation Française - US Army Air Service | [ 98 ]  |
| Harold Koch Boysen (en)           | 5         |                                                      | Royal Air Force                          | ,       |
| Sydney MacGillvary Brown (en)     | 5         |                                                      | Royal Air Force                          | ,       |
| Harold Robert Buckley (en)        | 5         |                                                      | US Army Air Service                      | [ 101 ] |
| Lawrence Kingsley Callahan (en)   | 5         |                                                      | Royal Air Force - US Army Air Service    | [ 102 ] |
| Everett Richard Cook (en)         | 5         |                                                      | US Army Air Service                      | [ 103 ] |
| Charles Rudolph d'Olive (en)      | 5         |                                                      | US Army Air Service                      | [ 81 ]  |
| Arthur Edmund Easterbrook (en)    | 5         |                                                      | Royal Air Force - US Army Air Service    | [ 104 ] |
| George Willard Furlow (en)        | 5         |                                                      | US Army Air Service                      | [ 105 ] |
| Harold Huston George (en)         | 5         |                                                      | US Army Air Service                      | [ 106 ] |
| Charles Gossage Grey (en)         | 5         |                                                      | Aviation Française - US Army Air Service | [ 107 ] |
| Edward Meeker Haight (en)         | 5         |                                                      | US Army Air Service                      | [ 67 ]  |
| James Andrew Healy (en)           | 5         |                                                      | US Army Air Service                      | [ 84 ]  |
| James Andrew Healy (en)           | 5         |                                                      | US Army Air Service                      | [ 84 ]  |
| Malcolm Clifford Howell (en)      | 5         |                                                      | Royal Air Force                          | [ 85 ]  |
| James Alfred Keating              | 5         |                                                      | Royal Air Force                          | [ 108 ] |
| James Knowles (en)                | 5         |                                                      | US Army Air Service                      | [ 109 ] |
| Frederick Ernest Luff (en)        | 5         |                                                      | Royal Air Force - US Army Air Service    | [ 110 ] |
| Francis Peabody Magoun (en)       | 5         |                                                      | Royal Air Force                          | [ 111 ] |
| Zenos Ramsey Miller (en)          | 5         |                                                      | US Army Air Service                      | [ 112 ] |
| Ralph Ambrose O'Neill (en)        | 5         |                                                      | US Army Air Service                      | [ 113 ] |
| John Sidney Owens (en)            | 5         |                                                      | US Army Air Service                      | [ 114 ] |
| Kenneth Lee Porter (en)           | 5         |                                                      | US Army Air Service                      | [ 115 ] |
| Orville Alfred Ralston (en)       | 5         |                                                      | Royal Air Force - US Army Air Service    | [ 116 ] |
| John Joseph Seerley Jr. (en)      | 5         |                                                      | US Army Air Service                      | [ 72 ]  |
| Harold Goodman Shoemaker (en)†    | 5         | Mort lors d'une collision aérienne le 6 octobre 1918 | Royal Air Force - US Army Air Service    | [ 54 ]  |
| Francis May Simonds (en)          | 5         |                                                      | US Army Air Service                      | [ 117 ] |
| Victor Herbert Strahm (en)        | 5         |                                                      | US Army Air Service                      | [ 36 ]  |
| Edgar Taylor (en)                 | 5         |                                                      | Royal Air Force                          | [ 118 ] |
| William Thaw II                   | 5         |                                                      | Aviation Française - US Army Air Service | [ 119 ] |
| William Dolley Tipton (en)        | 5         |                                                      | Royal Air Force - US Army Air Service    | [ 93 ]  |
| Robert Miles Todd (en)            | 5         |                                                      | US Army Air Service                      | [ 120 ] |